# Tripodi (cognome)
Tripodi è un cognome di lingua italiana.

## Varianti
Tripano, Tripodina, Tripodini, Tripodo, Trippodi, Trippodo.

## Origine e diffusione
Cognome tipicamente meridionale, è presente prevalentemente in Sicilia.
Potrebbe derivare dal mestiere di commerciante di treppiedi o altri oggetti simili, dal greco tripódion, "treppiedi", poi in calabrese tripanu e in siciliano tripodu.
La variante Tripano è calabrese; Tripodina, Tripodini, Tripodo, Trippodi e Trippodo sono siciliani.

## Persone
- Antonino Tripodi (1911-1988) – politico e giornalista italiano
- Carmine Tripodi (1960-1985) – carabiniere italiano
- Elisa Tripodi (1986) – politica italiana